# Fido Dido
Fido Dido is een stripfiguur gecreëerd door Susan Rose als een ruwe schets van enkel 15 lijnen. Joanna Ferrone ontwikkelde Fido Dido verder als het figuurtje dat men uit de reclames van 7Up kent.
Rose ontwierp het karakter in 1985 op een servet. Fido Dido werd in de jaren 90 als reclamemiddel voor 7Up gebruikt. Fido werd ook gebruikt voor allerhande producten, zoals postpapier, T-shirts en sleutelhangers. In het begin van 2000 maakte Fido Dido zijn terugkeer in de reclame.
In 1993 was er een Fido Dido-computerspel ontwikkeld door Teeny Weeny Games voor de Sega Mega Drive. Dit spel zou door Kaneko worden uitgegeven, maar is nooit op de markt verschenen omdat de Amerikaanse tak van Kaneko in 1994 werd opgeheven.
Snoepfabrikant Red Band produceerde jarenlang colasnoepjes in de vorm van het hoofd van Fido Dido. Deze waren los verkrijgbaar en vertegenwoordigd in de pretmix van Red Band. Nadat de organisatie die de belangen van Fido Dido behartigt de prijs voor het gebruik van deze vorm aanzienlijk verhoogde voelde Red Band zich genoodzaakt het snoepje te veranderen door het gezichtje omgekeerd op het snoepje te plaatsen waardoor het kenmerkende kapsel een baard werd.
In 2019 liet 7up Fido Dido terugkeren in diverse reclame-uitingen en op verpakkingen.